# Tatiana Bilbao
Pour les articles homonymes, voir  Bilbao.
Tatiana Bilbao Spamer (née le 2 août 1972 à Mexico) est une architecte mexicaine.
Elle est réputée mêler dans son travail géométrie et nature. Elle se spécialise notamment sur le logement durable et social.

## Biographie
Tatiana Bilbao grandit dans une famille d'architectes. Elle étudie à son tour l'architecture à l'Université ibéro-américaine dont elle est diplômée en 1996.
À partir de 1998, Bilbao travaille sur les projets urbains pour la ville de Mexico, ainsi que pour l'agence gouvernementale qui supervise le développement urbain de la capitale mexicaine. Bilbao cofonde LCM en 1999.
En 2004, Bilbao fonde l'agence MX.DF, avec les architectes Derek Dellekamp, Arturo Ortiz et Michel Rojkind, qui se veut un centre de recherche urbaine à Mexico. La même année, elle fonde Tatiana Bilbao Estudio, un studio via lequel elle travaille sur des projets en Chine et en Europe. Elle se fait notamment remarquer pour le pavillon d'exposition qu'elle signe dans le parc d'architecture de Jinhua, près de Shanghai.

## Récompenses
Bilbao reçoit les prix Design Vanguard des Top 10 Emerging Firm en 2007, Kunstpries Berlin en 2012, CEMEX Building en 2013. En 2014, elle reçoit le Global Award for Sustainable Architecture de la Fondation Locus et de la Cité de l'architecture et du patrimoine basée à Paris.
En 2017, Bilbao reçoit le prix A+Awards Impact Award pour son travail dans le logement social et la conception durable.